# Horná Štubňa
Horná Štubňa és un poble i municipi d'Eslovàquia que es troba a la regió de Žilina, al centre-nord del país. La primera menció escrita de la vila es remunta al 1390.

## Demografia
| Godina             | 1994 | 2004   | 2014   | 2024   |
| ------------------ | ---- | ------ | ------ | ------ |
| Nombre de persones | 1578 | 1610   | 1632   | 1627   |
| Diferència         |      | +2,02% | +1,36% | −0,30% |

| Godina             | 2023 | 2024   |
| ------------------ | ---- | ------ |
| Nombre de persones | 1628 | 1627   |
| Diferència         |      | −0,06% |